# W rytmie MTV
Program polegający na nauce tańca i choreografii ze znanych teledysków. Jest produkowany i emitowany przez MTV.

## Emisja
MTV
Premiera: piątek, godz. 21:00
Powtórki: wtorek, godz. 18:30 i czwartek, godz. 15:30

## Prowadzący
- Edyta Herbuś
- Michał Piróg

## Jury
- Krzysztof Kasowski
- Jakub Wesołowski
- Ania Szarmach
- Choreograf